# Valgorge
Valgorge (occitan Vaugòrja) est une commune française, située dans le département de l'Ardèche en région Auvergne-Rhône-Alpes.
Ses habitants sont appelés les Valgorgeois et Valgorgeoises.

## Géographie

### Situation
Valgorge fait partie du Vivarais,en Cévennes Ardéchoises, dans la haute vallée de la Beaume, au pied de la face Sud du massif du Tanargue dont le point culminant est à 1 511 m. La plus grande ville à proximité est Aubenas, localité située à 41 km au nord-est de la commune. La localité est le lieu de départ de nombreuses promenades pédestres et cyclistes, et lieu de baignades le long de La Beaume.

### Lieux-dits, hameaux et écarts
Valgorge est constituée d'un bourg principal nommé le Villard ainsi que de nombreux hameaux dont les principaux sont : Marette, le Vincent, Chastanet, Champblanc, les Mages, l'Estrade, Coucouru, le Fraysse, le Mazel, la Figère, Saint-Martin, le Chalas (haut et bas), le Tanarguier, le Travers, le Gounes, le Chambon, le Couderc et Freyssenet.

### Communes limitrophes
Les communes limitrophes sont Beaumont, Borne, Dompnac, Laboule, Loubaresse et La Souche.
Valgorge est limitrophe de six communes, toutes situées dans le département de l'Ardèche, à savoir : 
- Beaumont, Dompnac, Laboule et Loubaresse, localités sises dans le canton des Cévennes Ardéchoises, chef lieu : Les Vans et associées par la communauté de communes du Pays Beaume-Drobie[Passage à actualiser];
- Borne, village situé dans le canton de Saint-Étienne-de-Lugdarès[Passage à actualiser] et membre de la communauté de communes Cévenne et Montagne ardéchoises ;
- La Souche, municipalité comprise dans le canton de Thueyts et appartenant à la communauté de communes Ardèche des Sources et Volcans.

Ces communes sont réparties géographiquement de la manière suivante :
| Borne      | La Souche |          |
| Loubaresse | Valgorge  | Laboule  |
|            | Dompnac   | Beaumont |

### Géologie et relief

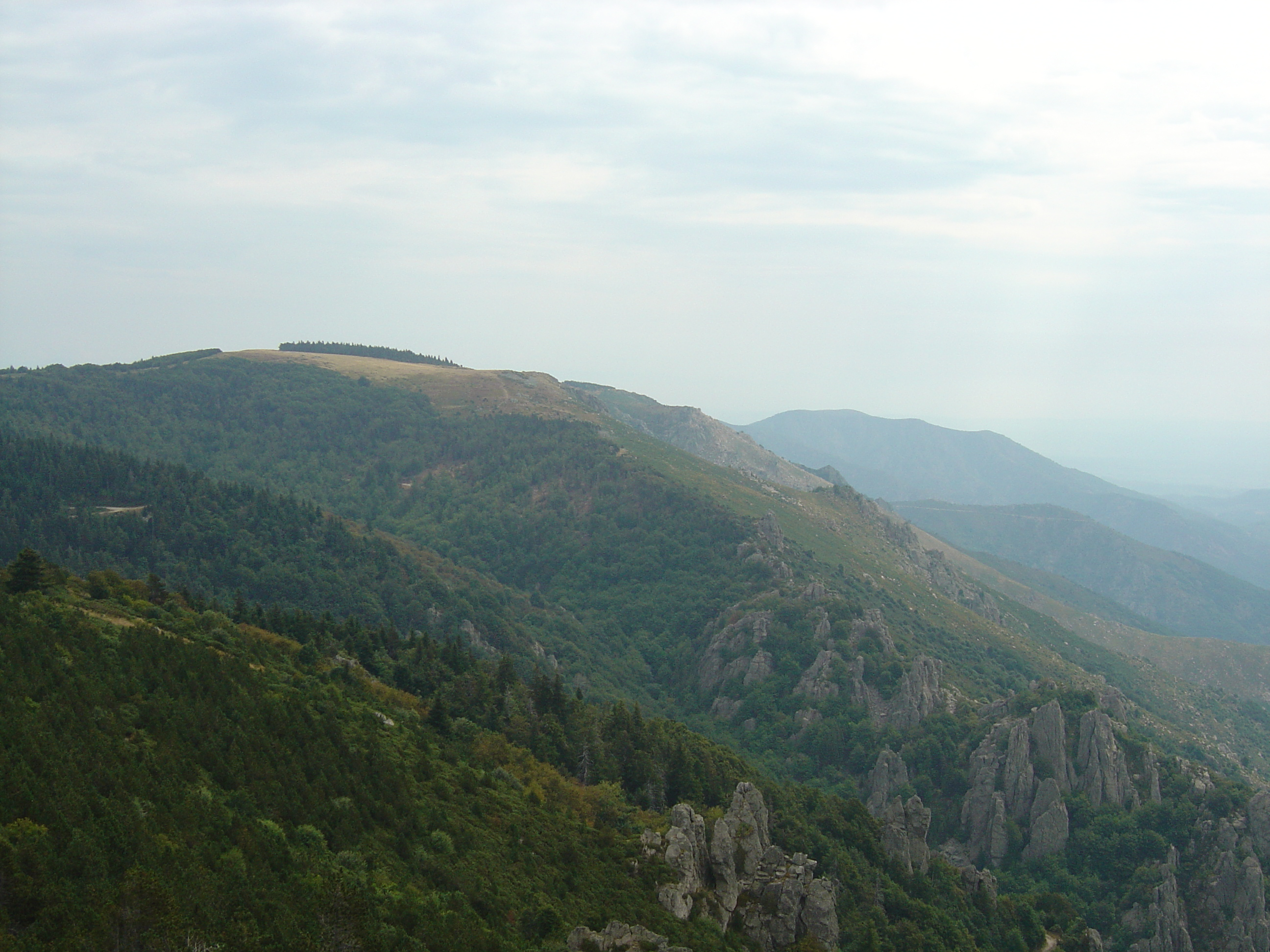
Sommet de Méjan (1458 mètres).

La commune est localisée dans la vallée de la Beaume, au pied du massif du Tanargue, plus précisément le signal de Coucoulude qui culmine à 1 448 mètres, à la verticale nord de Valgorge. Ses hameaux s’étendent entre 400 mètres au pied du massif et près de 1 500 mètres sur les cimes du Tanargue, ces écarts étant reliés par de nombreux sentiers escarpés.

### Hydrographie

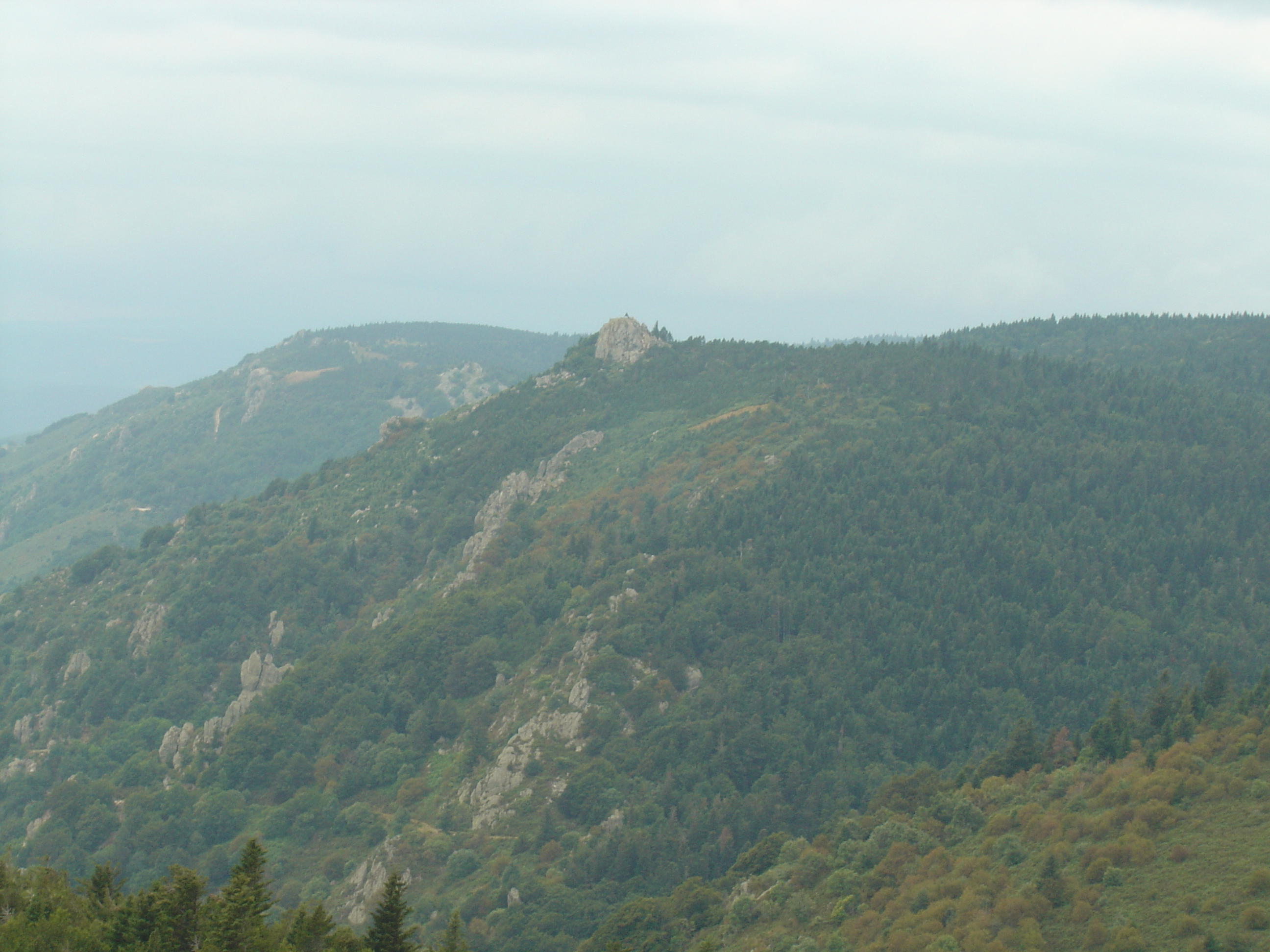
Le Signal de Coucoulude (1448 mètres).

La rivière la Beaume, qui prend sa source sur la commune voisine de Loubaresse, est le principal cours d'eau qui traverse le village de Valgorge.

### Climat
Pour des articles plus généraux, voir Climat d'Auvergne-Rhône-Alpes et Climat de l'Ardèche.
En 2010, le climat de la commune est de type climat des marges montargnardes, selon une étude du CNRS s'appuyant sur une série de données couvrant la période 1971-2000. En 2020, Météo-France publie une typologie des climats de la France métropolitaine dans laquelle la commune est exposée à un climat de montagne ou de marges de montagne et est dans la région climatique  Sud-est du Massif Central, caractérisée par une pluviométrie annuelle de 1 000 à 1 500 mm, minimale en été, maximale en automne.
Pour la période 1971-2000, la température annuelle moyenne est de 10,6 °C, avec une amplitude thermique annuelle de 16,7 °C. Le cumul annuel moyen de précipitations est de 1 937 mm, avec 9,2 jours de précipitations en janvier et 5,1 jours en juillet. Pour la période 1991-2020, la température moyenne annuelle observée sur la station météorologique de Météo-France la plus proche, sur la commune de Loubaresse à 6 km à vol d'oiseau, est de 8,2 °C et le cumul annuel moyen de précipitations est de 2 058,0 mm,. Pour l'avenir, les paramètres climatiques de la commune estimés pour 2050 selon différents scénarios d'émission de gaz à effet de serre sont consultables sur un site dédié publié par Météo-France en novembre 2022.

## Urbanisme

### Typologie
Au 1er janvier 2024, Valgorge est catégorisée commune rurale à habitat dispersé, selon la nouvelle grille communale de densité à 7 niveaux définie par l'Insee en 2022.
Elle est située hors unité urbaine et hors attraction des villes,.

### Occupation des sols
L'occupation des sols de la commune, telle qu'elle ressort de la base de données européenne d’occupation biophysique des sols Corine Land Cover (CLC), est marquée par l'importance des forêts et milieux semi-naturels (92,9 % en 2018), une proportion sensiblement équivalente à celle de 1990 (92,8 %). La répartition détaillée en 2018 est la suivante : 
forêts (75,5 %), milieux à végétation arbustive et/ou herbacée (17,3 %), zones agricoles hétérogènes (6 %), zones urbanisées (1,2 %).
L'évolution de l’occupation des sols de la commune et de ses infrastructures peut être observée sur les différentes représentations cartographiques du territoire : la carte de Cassini (XVIIIe siècle), la carte d'état-major (1820-1866) et les cartes ou photos aériennes de l'IGN pour la période actuelle (1950 à aujourd'hui).

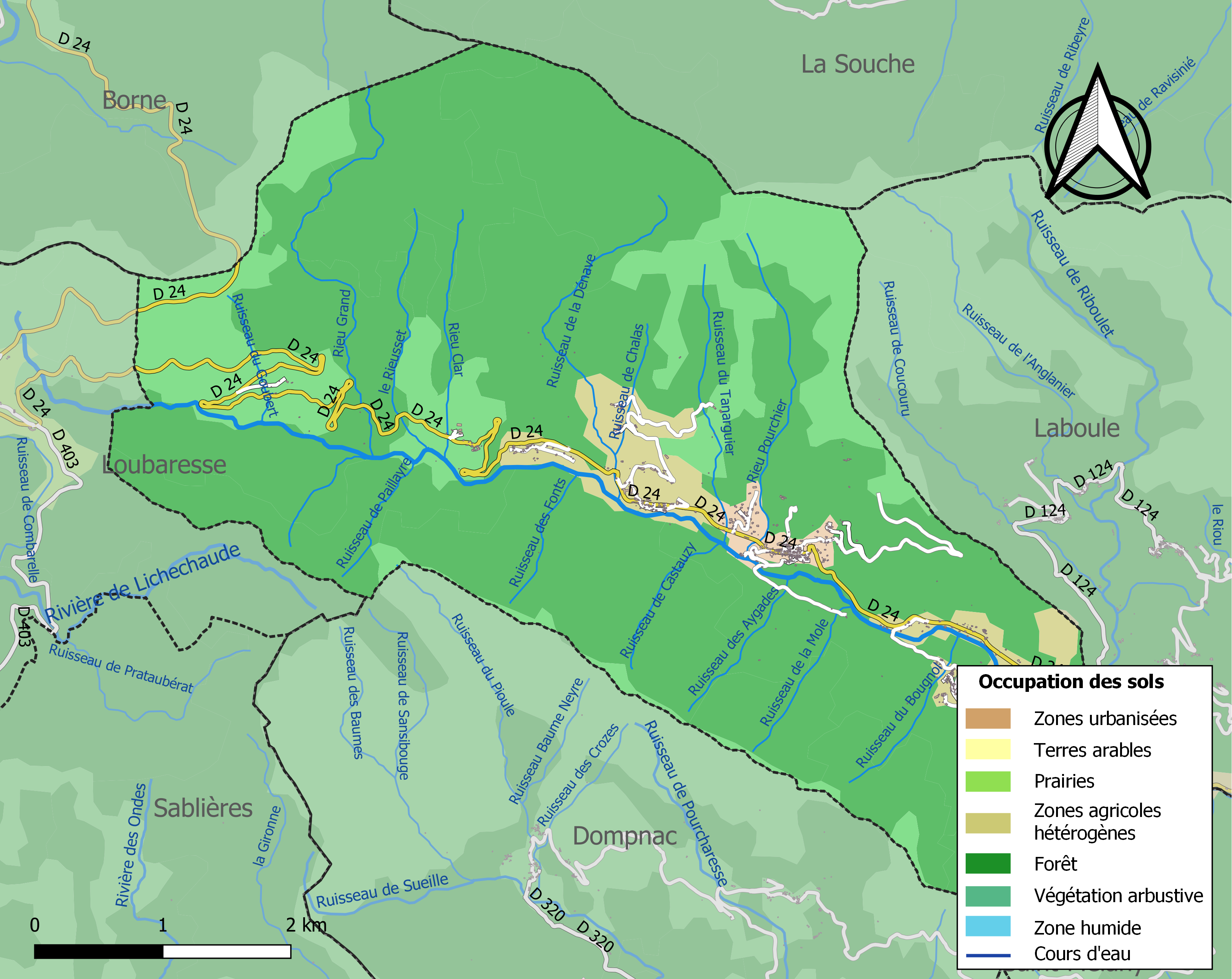
Carte des infrastructures et de l'occupation des sols de la commune en 2018 (CLC).

## Toponymie
Valgorge (Valligorgia en 950 puis Vallis Gorgi en occitan) signifierait « vallée en forme de gorge » selon Ernest Nègre.
Pour Jacques Astor, dans ce toponyme, val est un nom de lieu rural ou urbain, et ne désigne plus la vallée, mais à l'origine une ferme ou un hameau, à un endroit de la vallée qui, elle, est désignée par gòrja.

## Histoire
- 1790 La commune de Laboule est détachée de Valgorge.
- Le 22 septembre 1890, un très violent épisode cévenol génére une crue terrible : à Saint Martin 8 maisons emportées dont l'église St Martin, 3 enfants disparus, à Chastanet 8 maisons détruites, 4 victimes.
- 20 août 2005 : crash d'un Tracker S-2FT tuant les 2 pilotes engagés dans la lutte contre un incendie de forêt sur les bancs de la commune.

## Démographie

### Évolution de la population
L'évolution du nombre d'habitants est connue à travers les recensements de la population effectués dans la commune depuis 1793. Pour les communes de moins de 10 000 habitants, une enquête de recensement portant sur toute la population est réalisée tous les cinq ans, les populations de référence des années intermédiaires étant quant à elles estimées par interpolation ou extrapolation. Pour la commune, le premier recensement exhaustif entrant dans le cadre du nouveau dispositif a été réalisé en 2004.

En 2022, la commune comptait 415 habitants, en évolution de −6,53 % par rapport à 2016 (Ardèche : +2,48 %, France hors Mayotte : +2,11 %).
| 1793  | 1800  | 1806  | 1821  | 1831  | 1836  | 1841  | 1846  | 1851  |
| ----- | ----- | ----- | ----- | ----- | ----- | ----- | ----- | ----- |
| 1 550 | 1 190 | 1 289 | 1 240 | 1 347 | 1 459 | 1 436 | 1 420 | 1 366 |

| 1856  | 1861  | 1866  | 1872  | 1876  | 1881  | 1886  | 1891  | 1896  |
| ----- | ----- | ----- | ----- | ----- | ----- | ----- | ----- | ----- |
| 1 358 | 1 230 | 1 252 | 1 352 | 1 332 | 1 234 | 1 240 | 1 166 | 1 145 |

| 1901  | 1906  | 1911 | 1921 | 1926 | 1931 | 1936 | 1946 | 1954 |
| ----- | ----- | ---- | ---- | ---- | ---- | ---- | ---- | ---- |
| 1 067 | 1 077 | 993  | 828  | 781  | 689  | 649  | 532  | 416  |

| 1962 | 1968 | 1975 | 1982 | 1990 | 1999 | 2004 | 2006 | 2009 |
| ---- | ---- | ---- | ---- | ---- | ---- | ---- | ---- | ---- |
| 320  | 338  | 353  | 330  | 430  | 450  | 407  | 421  | 470  |

| 2014 | 2019 | 2022 | - | - | - | - | - | - |
| ---- | ---- | ---- | - | - | - | - | - | - |
| 456  | 417  | 415  | - | - | - | - | - | - |

### Pyramide des âges
En 2021, le taux de personnes d'un âge inférieur à 30 ans s'élève à 18,3 %, soit en dessous de la moyenne départementale (29,7 %). À l'inverse, le taux de personnes d'âge supérieur à 60 ans est de 40,2 % la même année, alors qu'il est de 32,8 % au niveau départemental.
En 2021, la commune comptait 224 hommes pour 193 femmes, soit un taux de 53,72 % d'hommes, largement supérieur au taux départemental (48,78 %).
Les pyramides des âges de la commune et du département s'établissent comme suit :
| Hommes | Classe d’âge | Femmes |
| ------ | ------------ | ------ |
| 0,5    | 90 ou +      | 4,3    |
| 11,8   | 75-89 ans    | 11,1   |
| 28,1   | 60-74 ans    | 24,7   |
| 28,3   | 45-59 ans    | 28,6   |
| 13,8   | 30-44 ans    | 12,2   |
| 8,7    | 15-29 ans    | 11,2   |
| 8,9    | 0-14 ans     | 7,8    |

| Hommes | Classe d’âge | Femmes |
| ------ | ------------ | ------ |
| 1      | 90 ou +      | 2,5    |
| 9      | 75-89 ans    | 11,4   |
| 20,8   | 60-74 ans    | 21,1   |
| 21,2   | 45-59 ans    | 20,3   |
| 16,9   | 30-44 ans    | 16,5   |
| 14,2   | 15-29 ans    | 12,6   |
| 17     | 0-14 ans     | 15,6   |

### Enseignement
La commune est rattachée à l'académie de Grenoble.

## Politique et administration

### Liste des maires
| Période                                  | Période                  | Identité        | Étiquette | Qualité                                                            |
| ---------------------------------------- | ------------------------ | --------------- | --------- | ------------------------------------------------------------------ |
| Les données manquantes sont à compléter. |                          |                 |           |                                                                    |
| mars 1989                                | 29 mars 2014             | Bernard Bonin   | DVG       | Agriculteur - Conseiller général du canton de Valgorge (1992-2015) |
| 29 mars 2014                             | 24 août 2015 (démission) | Brigitte Velay  | DVG       | Médecin                                                            |
| 25 octobre 2015                          | 27 mai 2020              | Michel Seveyrac | DVG       | Retraité                                                           |
| 27 mai 2020                              | En cours                 | Guillaume Bonin | DVG       | Professeur                                                         |

### Intercommunalité
La commune fait partie de la communauté de communes du Pays Beaume-Drobie. Celle-ci a été créée le 22 décembre 1994.

### Jumelages
La commune de Valgorge est jumelée avec la commune de  Hamois (Belgique).

## Vie locale

### Agriculture
Les anciennes châtaigneraies sont encore très productives et abritent de nombreux champignons à la fin de l'été et en automne. Les produits de l’apiculture, la châtaignes et ses produits dérivés, le fromages de chèvre et de brebis, le jus de pomme, les myrtilles et le maraîchage sont des spécialités de la commune. Il existe un marché hebdomadaire le dimanche matin qui réunit des producteurs et artisans de proximité valorisant un savoir-faire local..

### Enseignement
Les enfants sont accueillis en crèche (« les Marmailloux ») et en école primaire au sein du village.
Ils se rendent ensuite aux collèges et lycées de Largentière et/ou Aubenas.

### Santé
Celle-ci dispose d'infirmiers à domicile, d'une maison de retraite « le Val de Beaume » et d'une maison d'accueil spécialisée « les Genêts d'Or ».
Le centre hospitalier le plus proche se trouve à Aubenas.

### Sports
- Un terrain de football à Marette.

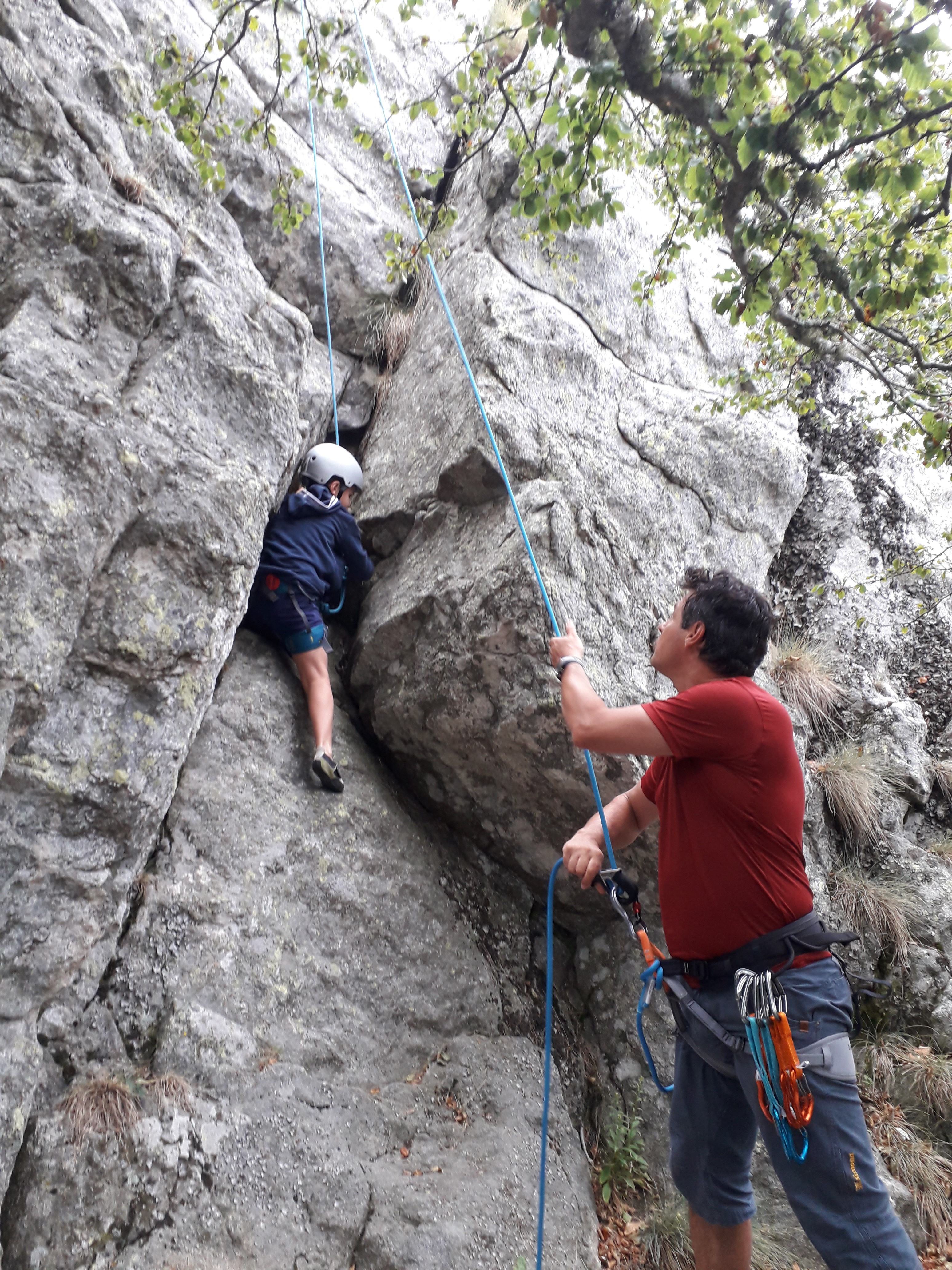
Escalade d'une voie aménagée (niveau 4b), face sud du signal de coucoulude.

- Deux terrains de pétanque (le Villard et Chastanet).
- Deux lieux de décollage pour parapente dans le Massif du Tanargue.
- « Les Druides », parcours de santé inspiré de la méthode Hebert, articulé autour de 17 ateliers placés le long d'un sentier sous les châtaigniers.
- De nombreuses promenades sont possibles sur des sentiers et chemins de randonnée balisés (GR) sur les versant adret et ubac de la vallée. De plus, les possibilités d'excursions à vélo de route ou VTT sont très nombreuses dans cette vallée.
- Possibilité de nage et baignade en eau vive dans la rivière La Beaume.
- Sites d'escalade type "bloc - boulder" en extérieur sur des rochers en granit proche la rivière (lien vers le topo https://www.grimper.com/site-escalade-valgorge), ou dans des voies aménagées par le FFME d'une vingtaine de mètres (3a à 6a) au rochet de Coucoulude à 1448 m d’altitude (lien vers le topo http://www.yadugaz07.com/listevoie/escalade-valgorge-coucoulude.html).

### Manifestations
Un marché avec les produits locaux, est organisé tous les dimanches matin.
Du cinéma tous les 2ème mardi du mois à la Salle polyvalente "La Pourette".
De nombreux événements cultures.
La fête votive a lieu le premier dimanche d’août au village, et au hameau de Chastanet le 15 août.

## Culture et patrimoine

### Monuments
- Le château de Chastanet du XIIIe sièclepour sa partie la plus ancienne, aujourd'hui exploitation agricole à proximité.
- L'église gothique de Saint Martin
- L'église rustique Saint-Roch de Chastanet du XIXe siècle
- Le monument aux morts, place de la mairie
- Le monument en mémoire des deux pilotes, à côté de la gendarmerie

### Autres lieux
- La mairie
- La salle polyvalente "La Pourette"
- Le bar-tabac ouvert à l'année
- L'alimentation - terminal de cuisson de pain - vente de viande - produits locaux
- La poste
- Le centre socio-culturel intercommunal "Le Ricochet"
- La médiathèque
- La caserne de pompiers
- L'aire naturel de camping de Marette
- L'hôtel Le Tanargue (trois étoiles)
- L'auberge de Saint-Martin
- Plusieurs gîtes ruraux

### Sites naturels
- La Beaume
- Le site de décollage de parapentes sur le Tanargue

### Personnalités liées à la commune
- Charles Auguste de La Fare, poète et mémorialiste (1644-1712), né au château de Chastanet.
- Ovide de Valgorge première moitié du XIXè, au château de Chastanet, poète et historien[16]

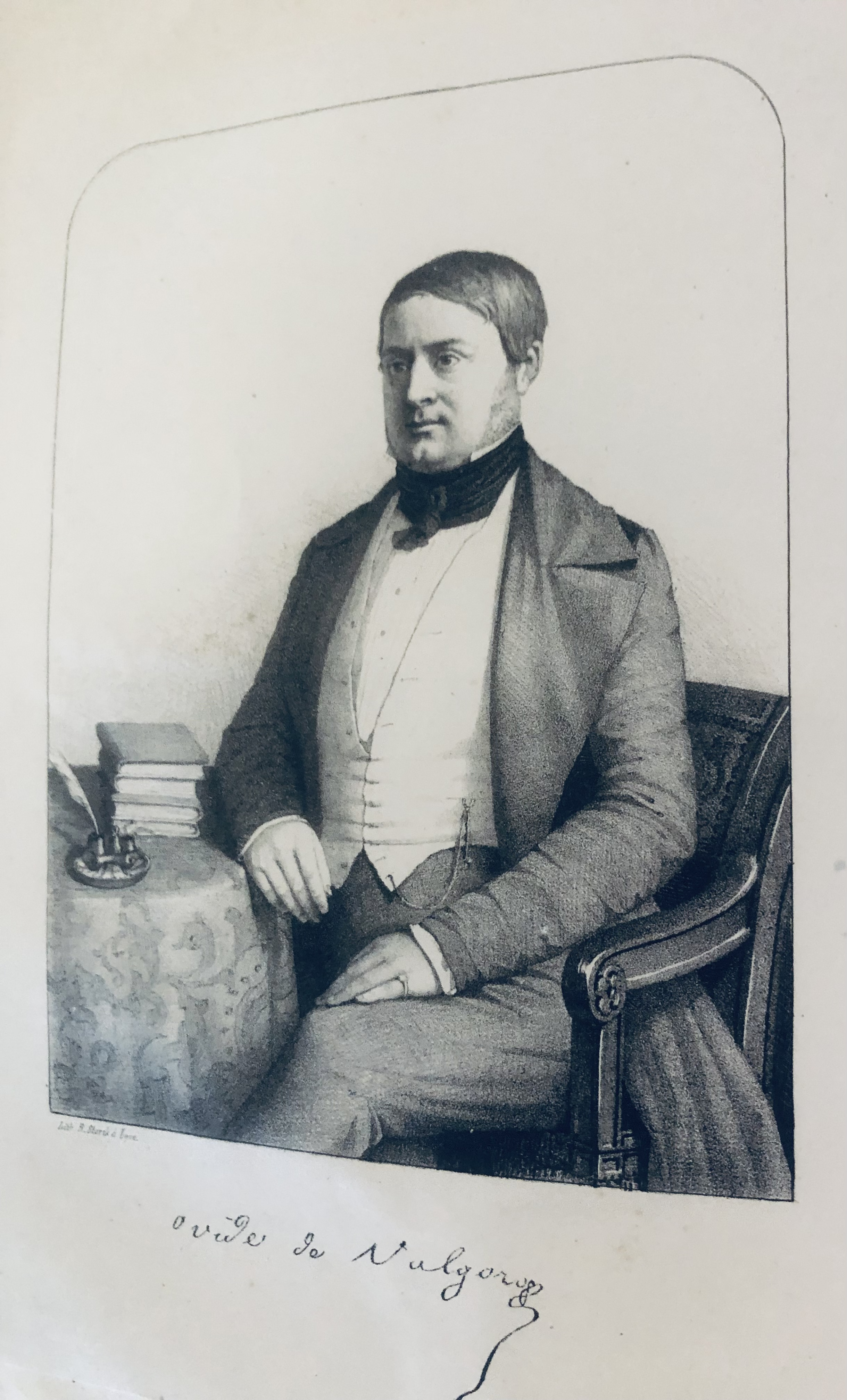
Ovide de Valgorge

### Héraldique
| Blason de Valgorge | Blason  | D'azur à saint Martin à cheval partageant son manteau avec un pauvre estropié, le tout d'argent sur une terrasse de sinople. |
| Blason de Valgorge | Détails | Le statut officiel du blason reste à déterminer.                                                                             |